# Ophion andalusiacus
Ophion andalusiacus là một loài tò vò trong họ Ichneumonidae.